# Quinto Petélio Libo Visolo
Quinto Petélio Libo Visolo (em latim: Quintus Poetelius Libo Visolus) foi um político da gente Petélia nos primeiros anos da República Romana eleito decênviro para o Segundo Decenvirato em 450 a.C.

## Decenvirato
Em 450 a.C., Quinto Petélio foi eleito decênviro no Segundo Decenvirato (em latim: Decemviri Legibus Scribundis Consulari Imperio), que, apesar de produzir aquilo que estabelecia seu mandato original, a reforma do ordenamento legal romano através da criação da Lei das Doze Tábuas, foi caracterizado por um forte viés anti-popular e autoritário, tanto que os magistrados chegaram a ultrapassar os limites de seus mandatos.
No escopo da luta contra os sabinos e équos, Quinto Petélio, ajudado pelos colegas decênviros Mânio Rabuleio e Quinto Fábio Vibulano, foi encarregada a condução das operações contra os primeiros. Entre os seus soldados estava Lúcio Icílio, noivo de Vergínia, e Públio Numitório, tio dela, futuros tribunos da plebe.
Em 449, depois de re-estabelecidas as prerrogativas dos tribunos da plebe pelos cônsules Lúcio Valério Potito e Marco Horácio Barbato, Quinto Petélio foi acusado pelos tribunos de ações ilegais durante seu decenvirato e, por isto, foi exilado e teve seus bens confiscados.